# Heterogaster pumilio
Espèce
Heterogaster pumilio est une espèce fossile de punaises de la famille des Heterogastridae, dans le genre Heterogaster.

## Classification
L'espèce Heterogaster pumilio est décrite en 1853 par le naturaliste suisse Oswald Heer (1809-1883),. 

### Citations
L'espèce Heterogaster pumilio est citée en 1856 par Oswald Heer, et en 1937 par Nicolas Théobald qui rajoute une collection,.

### Fossiles
L'holotype de l'ère Cénozoïque et de l'époque Oligocène (28,1 à 23,03 Ma) vient de la collection Murchison et de la localité d'Aix-en-Provence dans le département des Bouches-du-Rhône en France, et décrit par John Curtis en 1829,.
Il y a aussi cinq autres collections dont trois d'Aix-en-Provence décrites en 1915 par Fernand Meunier et en 1937 par Nicolas Théobald, et deux de Céreste dans les Alpes-de-Haute-Provence, aussi décrites en 1937 par Nicolas Théobald,.

### Famille
En 1937, cette espèce a été classée dans la famille des Lygaeidae.
Les Heterogastrinae seront élevés au rang de famille à part entière, les Heterogastridae, en 1997 par l'entomologiste américain Thomas J. Henry (d).

### Étymologie
L'épithète spécifique pumilio signifie en latin « nain ».

## Description

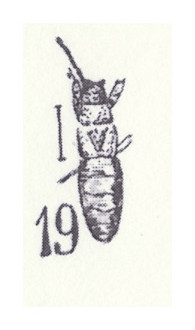
Heterogaster pumilio mâle selon Nicolas Théobald en 1937.

### Caractères
La diagnose de Nicolas Théobald en 1937, : 

« Heer décrit un exemplaire de l'Oligocène d'Aix. Nous en avosn examiné cinq échantillons à l'Inst. de Géologie de Lyon (A57), au Muséum de Paris (Am 140, 141, 142) et à l'École des Mines de Paris (N° 16). ».

« Cet Insecte a été décrit par Heer de l'Oligocène d'Aix. Nous en avons trouvé de nombreux exemplaires dans les collections du Muséum de Paris (Ce38, 49, 50, 51, 52) et dans la coll. Fliche de l'École des Eaux et Forêts de Nancy (F183, 131, 128,0133,139,142,132). Nous avons figuré un ♂ Ce 49 et une ♀ Ce51.
Insecte noirâtre. Tête trapézoïdale ; yeux larges et proéminents ; antennes de quatre articles, le premier court, le quatrième en fuseau ; pas d'ocelles visibles. Prothorax en forme de trapèze, bord antérieur légèrement concave, côtés latéraux droits ; écusson triangulaire ; tête, thorax et écusson ornés de ponctuations noires. Abdomen allongé, subcylindrique, légèrement renflé au milieu, six segments ; surface ne porte pas de tubercules. Dans le N° Ce51 on voit très nettement l'avant dernier segment abdominal se replier vers l'avant jusqu'au contact du 3°, de même sur Ce52. ».

### Dimensions
La longueur totale est de 4,75 mm.

### Affinités
« L'insecte est identique au Heterogaster pumilio Heer déjà connu à Aix. ».

## Galerie
- Quelques espèces vivantes du genre Heterogaster.
- Heterogaster affinis, Italie.
- Heterogaster artemisiae, France.
- Heterogaster behrensii, Californie.
- Heterogaster canariensis, île de La Palma, Canaries
- Heterogaster cathariae, Albanie
- Heterogaster urticae, Italie.
- Accouplements d'H. urticae sur ortie.

### Publication originale
- [1853] Oswald Heer, Die Insektenfauna der Tertiärgebilde von Oeningen und von Radoboj in Croatien, vol. Dritte Theil, 1853, 1-138 p.